# Robert-François Damiens
Robert-François Damiens (La Thieuloye, 9 de enero de 1715-París, 28 de marzo de 1757) fue el autor de un intento de asesinato contra el rey Luis XV de Francia.

## Biografía
Fue, en primer lugar, soldado, después fue servidor en un colegio de jesuitas de París, del que fue expulsado por su mala conducta. Sirvió después como doméstico en casa de muchos consejeros del Parlamento de París, entre ellos algunos de los que tenían más inquina al rey. 
Robert era corpulento, de corta estatura y moreno, tenía una nariz aguileña y su cara tenía las marcas de la viruela. Abandonó a su mujer y a su hija. Pasaba mucho tiempo en el Palacio de Justicia procurando enterarse de las últimas noticias que transmitía, intrigando, a tal o cual magistrado. En esa época de conflictos entre el Parlamento y el rey, Damiens solo escuchaba las recriminaciones que se vertían contra el rey y el Cardenal Dubois. Muy enfadado, pronto dedujo que el rey tenía que ser eliminado.

## El atentado
El miércoles, 5 de enero de 1757, cuando la corte estaba en el Trianón, Luis XV visitó a su hija, Madame Victoria, que se encontraba en cama en el palacio principal de Versalles. Cuando volvía a su carroza, Damiens, tapándose la cara con un sombrero, se abrió paso entre la guardia, cogió al rey y lo hirió. Luis XV pensó, en principio, que había recibido un puñetazo, pero enseguida vio que sangraba por un costado. La guardia cogió a Damiens y el rey exclamó entonces: «¡Apresadlo, mas no lo matéis!». El rey fue llevado a sus habitaciones y fue atendido por su cirujano que se encontraba en Versalles.
El arma empleada era una navaja de dos filos que se encontró en el bolsillo de Damiens y que medía 81 mm. La herida se encontraba entre la cuarta y quinta costillas del lado derecho. Las numerosas capas de ropa que llevaba el rey, necesarias a causa del riguroso invierno, habían amortiguado la penetración de la navaja. Martiniére, primer cirujano, examinó la herida. Ningún órgano importante estaba afectado. Se trataba, en consecuencia, de una herida leve, a menos que el filo hubiera sido emponzoñado con anterioridad. Por precaución, y dado que ese era el remedio universal de la época, se le practicaron al rey dos sangrías. Un cortesano, acercándose al prisionero que estaba en la sala de la guardia, lo interrogó. Damiens gritó: «No, juro por mi alma que yo no he sido»
Cuando Damiens fue apresado por la guardia gritó: «Que se aprese a M. el Delfín» con el fin de distraer la atención. Se pensó, sin embargo, en la existencia de unos cómplices o de una conspiración. El Ministro de Justicia, Machaut d’Arnouville, llegó a Versalles poco tiempo después y ordenó que se torturara a Damiens. Se le aplicaron en los pies unas pinzas al rojo vivo que le quemaron el tendón de Aquiles, sin conseguir que hablara. Al día siguiente, Damiens fue llevado a la cárcel.

## El proceso

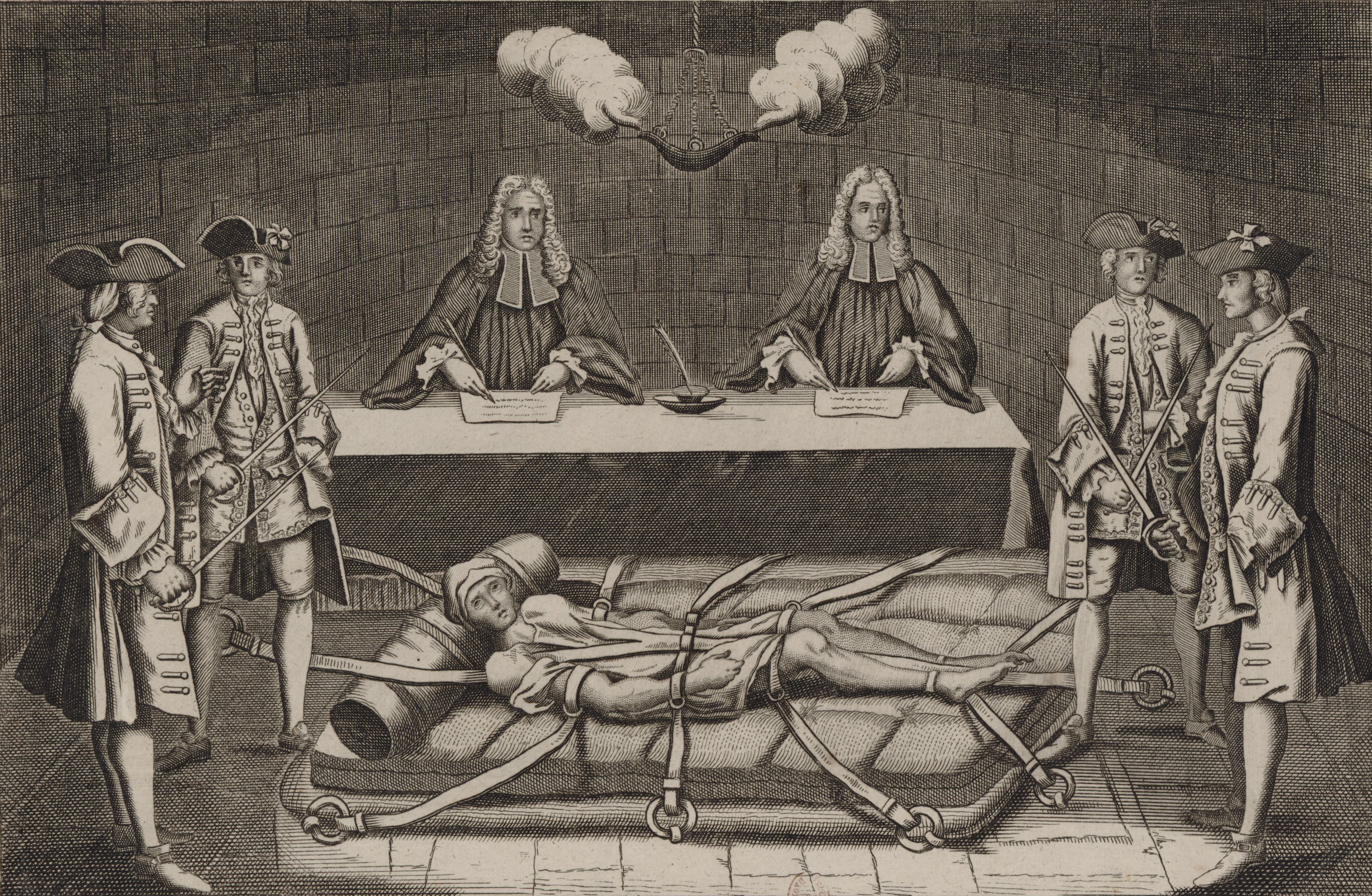
Robert Francois Damiens ante los jueces. 2 de marzo de 1757.

En París se había producido una gran agitación. El pueblo acusó, en primer lugar, a los ingleses; después, a los Jesuitas. Luis XV opinaba, sin embargo, que el atentado había sido un hecho aislado y declaró, seguidamente, que perdonaba al autor. Luis XV habría preferido que se le impusiera una pena simbólica por una herida benigna. Trató de mantener la discreción sobre lo ocurrido y se negó a que se cantara un Te Deum por su curación. Legalmente el crimen de Damiens quedaba a cargo de la policía de la residencia real. Sin embargo, como se trataba de un intento de regicidio, es decir, de un delito de lesa majestad, las primeras medidas dictadas por el Delfín fueron las de convocar una comisión de consejeros de Estado y jueces. El Abad de Bernis adujo que el pueblo concebiría, por ello, algunas sospechas y abogó por la intervención del Parlamento de París. 
El 15 de enero, las lettres patentes ordenaron que Damiens fuera juzgado por la gran cámara del Parlamento, en lugar de la Tournelle, sala ordinaria de las audiencias criminales. La acusación fue la de regicida. Luis XV precisó en un preámbulo:

Los sentimientos religiosos nos invaden y los movimientos de nuestro corazón nos inducen a la clemencia. Pero nuestro pueblo, al que pertenece nuestra vida más que a nosotros mismos, reclama de nuestra justicia venganza de un crimen cometido contra la vida que nos deseamos conservar para vuestra felicidad.

En la noche del 17 al 18 de enero Damiens fue llevado a la Conciergerie en la que Ravaillac había estado encarcelado. Cuando Damiens intentó suicidarse cortándose los genitales, se le ató a su lecho por medio de unas correas de cuero que le apresaban los brazos y las piernas. 
El proceso se abrió el 12 de febrero. En él se demostró que Damiens era el único autor del hecho, y preguntado sobre los motivos que lo indujeron a ello, respondió: «Si yo no hubiera entrado nunca en las salas del palacio, y no hubiera servido a las gentes de espada, yo no estaría aquí». Diez audiencias se efectuaron el 26 de marzo. Damiens fue condenado a muerte. A la pena más cruel que se aplicaba: quemado y después descuartizado, el castigo en Francia para los regicidas. 
El 28 la sentencia fue cumplida en la plaza de Grève, en esas condiciones particularmente atroces. El suplicio duró horas, ante el pavor de los espectadores. Se dice que cuando lo despertaron y lo sacaron de la celda para la ejecución, Damiens dijo: «La journée sera rude» («El día va a ser duro»). Primero fue torturado con tenazas al rojo vivo; su mano, sujetando el cuchillo usado en el intento de asesinato, fue quemada con azufre; sobre sus heridas en carne viva se vertió cera derretida, plomo y aceite hirviendo. Después de varias horas de agonía con esa tortura, fue puesto en manos del Verdugo Real, Charles-Henri Sanson. Se ataron caballos a sus brazos y piernas, pero las extremidades de Damiens no se separaron con facilidad. Al parecer, resultó poseer una rara cualidad hereditaria que provoca una exagerada elasticidad. Tras dos horas más, los verdugos se vieron forzados a cortar los ligamentos de Damiens con un hacha. Tras un nuevo tirón de los caballos, Damiens fue desmembrado para alegría del agobiado público, y su torso, todavía vivo según los testigos, fue arrojado al fuego. Los observadores contemplaron, con estupor, la capacidad de las asistentes para seguir hasta el final el suplicio infligido por el verdugo Sanson ayudado por dieciséis asistentes.
El 29 de marzo, se ordenó que la casa natal del regicida fuera arrasada con la prohibición de volver a edificarla. Su mujer, su hija y su padre fueron expulsados del reino, bajo pena de muerte inmediata en caso de regreso. Damiens había sido la víctima propiciatoria de la magistratura.

## Legado
La ejecución fue presenciada por el aventurero del siglo XVIII Giacomo Casanova, que incluyó una escandalizada mención en sus memorias:

Tuvimos el valor de presenciar la espantosa visión durante cuatro horas... Damiens era un fanático que, con la idea de hacer una buena obra y obtener la recompensa celestial, había tratado de asesinar a Luis XV; y aunque el intento fue un fracaso, y solo produjo en el rey una leve herida, fue arrancado en pedazos como si el crimen hubiera sido consumado. (...) En varias ocasiones me vi obligado a apartar la cara y taparme los oídos mientras oía sus desgarradores alaridos, después de que la mitad de su cuerpo se hubiese separado de él (...). Giacomo Casanova, Memorias, lib. II, vol. 5.º, cap. 3.

El suplicio de Damiens fue descrito explícitamente en el primer capítulo de Surveiller et punir / Vigilar y castigar, del sociólogo y filósofo Michel Foucault. Y una descripción oral detallada de la ejecución se contiene al comienzo del filme Liberté (2019).